# 長崎バス神の島営業所

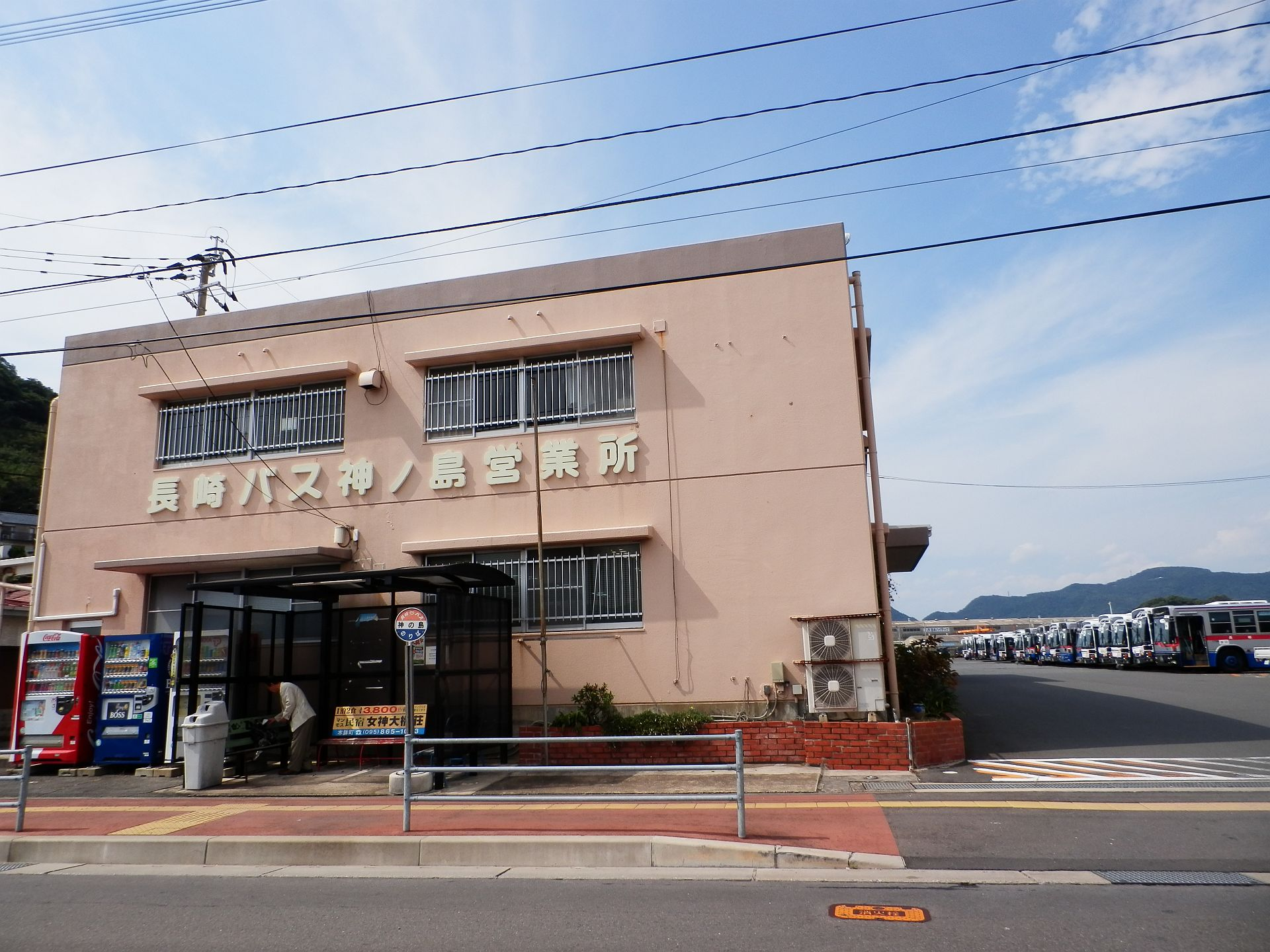
神の島営業所建屋と車庫

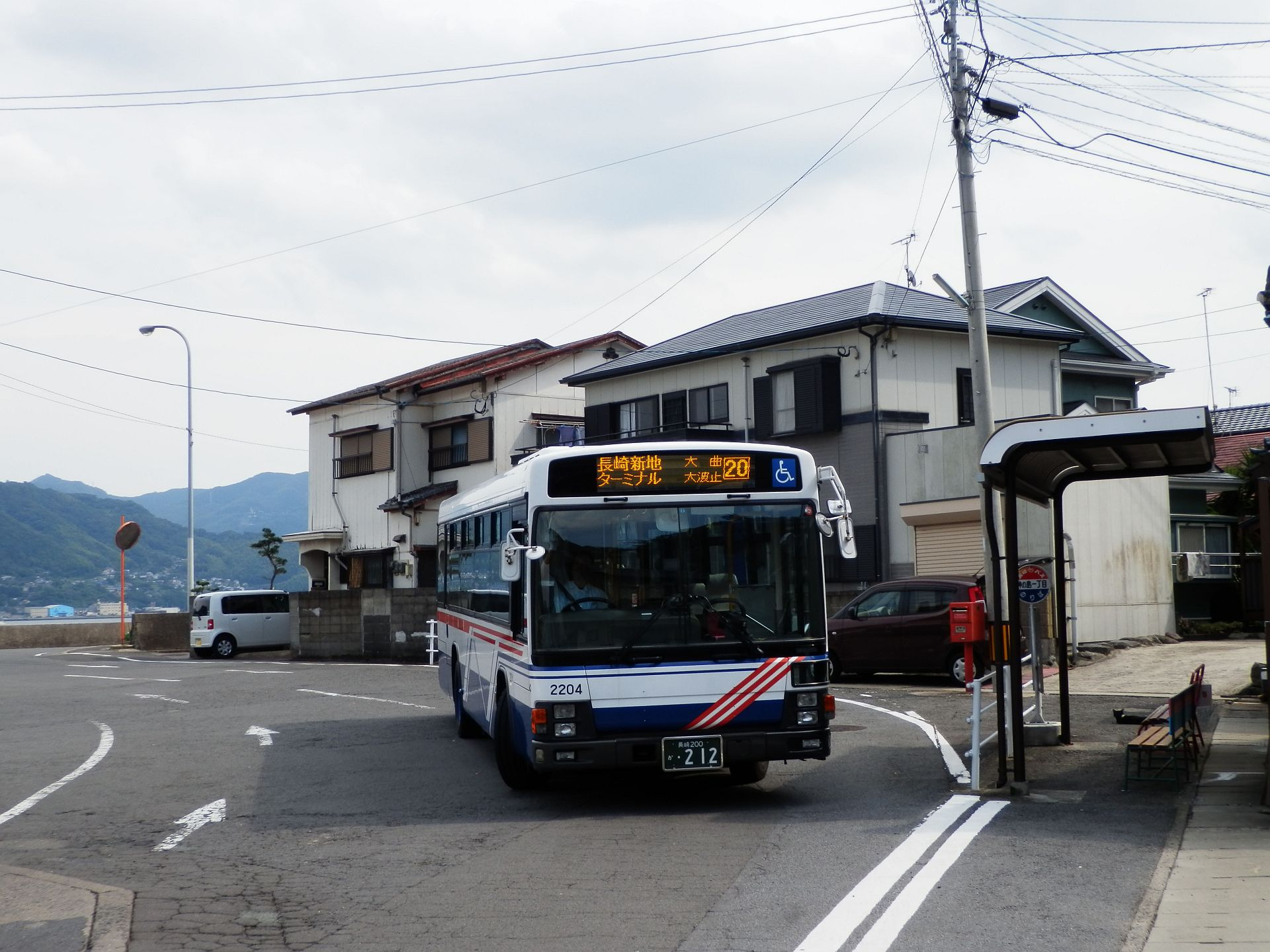
神の島一丁目バス停

長崎バス神の島営業所（ながさきバスかみのしまえいぎょうしょ）は、長崎県長崎市神ノ島町1丁目331番65にあり、長崎市中心部および南西部の短距離路線を担当する長崎自動車の営業所である。

## 沿革
- 1954年（昭和29年）4月14日 稲佐橋のたもとに飽の浦出張所として開設[1]。
- 1956年（昭和31年）8月8日 飽の浦営業所となる[2]。
- 1979年（昭和54年）6月1日 神の島営業所を仮営業所として開設し、飽の浦営業所を移転[3][4]。
- 1982年（昭和57年）?月?日 仮営業所の隣接地に正式な神の島営業所が開設し移転[4]。
- 2002年（平成14年）1月21日 当営業所所管路線で最初に長崎スマートカードの運用を開始[5]。
- 2006年（平成18年）9月1日 稲佐橋営業所が廃止され、担当路線が移管される[6][7]。

## 概要
長崎バスの営業所の中では中程度の規模となる。営業所は建屋以外の場所が平面車庫となっており、営業所前には神の島停留所が設置されている。営業所前の停留所を終点とする定期運行便はごく僅かであり、営業所最寄りの始発・終着地は営業所から300メートルほど離れた神の島一丁目停留所となっている。
営業所の開所当初は神の島 - 大浦 - 田上線を運行していたが、その後他営業所を統合して管轄区域が広がった。現在は長崎港西側の稲佐・立神・神の島地区と長崎市南東部の風頭山方面・田上・茂木方面を繋ぐ路線を主に担当する。各地区から中心部へ向かう便の数と中心部から各地区へ向かう便の数に大きな差はないが、路線が複雑になっており、完全に同じ経路を折り返す系統が非常に少ない。
営業所の近くには長崎バス安全教育センターと長崎バスモーターサービスの整備工場が設けられている。

## 現行路線

### 西部方面

#### 立神・小榊
かつて神の島地区（旧小榊村）は山に囲まれており、市内へ行くためには山を越えるか船便を使う必要があった。1972年（昭和47年）3月1日より大曲経由小榊方面行きが運行を開始（1973年（昭和48年）4月2日より神の島一丁目まで延伸）し、長崎市中心部と神の島地区を陸路で結ぶメインルートとして利用されていた。しかし便数が少なく非常に不便であったとされる。
一方、立神方面は1967年（昭和44年）5月に西泊トンネルが開通したため西泊まで延長し、1979年（昭和54年）5月21日に木鉢トンネル（いずれも長崎県道236号神ノ島飽ノ浦線の一部）が開通したため立神経由の神の島行きが運行されるようになる。立神経由便は大曲経由便より所要時間が短く、便数も大幅に増便された。大曲経由はその後も運行が続けられており、80年代頃には松ヶ枝営業所がメインの運行体制を取っていたが、最終的に令和3年（2021年）4月のダイヤ改正の際に廃止された。
2002年（平成14年）4月8日よりみなと坂団地への乗り入れを開始し、2003年（平成15年）4月7日のダイヤ改正から風の広場前まで路線を延伸した。みなと坂行きは営業所統合以前より神の島営業所が運行しており、運行開始当時は大浦 - 立神方面の路線の一部として運行されていた。

#### 稲佐・稲佐山
稲佐方面には1954年（昭和29年）9月25日より乗り入れを開始した。その後1974年（昭和49年）12月より稲佐山中腹行きとして開通、1990年（平成2年）より稲佐山まで延長した。また、1998年より朝日小学校の側を経由して長崎市秋月町の老人ホーム「シンフォニー稲佐の森」へ行く路線が追加された。稲佐山線の終点となる稲佐高部は住宅地やホテルが途切れる場所、稲佐山公園は山頂ではなくスロープカー乗り場が設置されている稲佐山公園前までの運行となっている。終点となる停留所は従来「稲佐山中腹」「稲佐山」という名称であったが、令和3年（2021年）のダイヤ改正の際に「稲佐高部」「稲佐山公園」へと改称された。

### 稲佐山公園 - 愛宕町 - 田上・茂木・唐八景線
経由番号は稲佐山公園行は5番、立神・神の島方面行は9番、田上・唐八景行が80番、茂木方面行が85番、長崎駅前（交通広場）・稲佐高部・稲佐橋・ココウォーク茂里町行は番号なしである。※は一部の便のみ始発・終点として使用する。

### 田上・茂木・千々線
- 稲佐山公園 - 稲佐高部※ - 稲佐橋※ - 宝町 - 長崎駅前 - 大波止 - 中央橋 - 浜の町 - 愛宕町 - 田上 - 茂木※ - 松崎（茂木港※） - 北浦
- 神の島一丁目・ANAテレマート・みなと坂（風の広場前）- 立神※ - 飽の浦 - 稲佐橋 - 宝町 - 長崎駅前 - 大波止 - 中央橋 - 浜の町 - 愛宕町 - 田上※ - 茂木※ - 松崎（茂木港※）- 北浦
- 長崎駅前（交通広場）- 大波止（市役所前） - 中央橋 - 浜の町 - 愛宕町 - 田上※ - 茂木※ - 茂木港※ - 北浦
- ココウォーク茂里町 - 宝町 - 長崎駅前 - 大波止 - 中央橋 - 浜の町 - 愛宕町 - 田上 - 茂木※ - 松崎（茂木港※）- 北浦
- ココウォーク茂里町・稲佐橋 - 宝町 - 長崎駅前 - 大波止 - 中央橋 - 浜の町 - 愛宕町 - 田上 - 茂木 - 宮摺※ - 千々
- 稲佐高部→稲佐橋→宝町→長崎駅前→大波止→中央橋→浜の町→愛宕町→田上→南高前 （学休日運休）
- 北浦→松崎→茂木→田上→愛宕町→浜の町→新地中華街→水辺の森公園→大波止→長崎駅前→宝町→ココウォーク茂里町

長崎市中心部の西に位置する稲佐地区、長崎市中心部の南東に位置する田上地区と中心部を繋ぐ。長崎バスの前身である茂木乗合自動車時代から運行している路線であり、かつては車庫がある敷地に営業所が置かれていた。日中は茂木まで約15-20分間隔で運行され、一部便はその先へ直通している。2025年4月のダイヤ改正で千々及び宮摺発着便は1日4本のみにまで減便した。従来は時津から中央橋を通り茂木方面に直通で運行していたが、2015年4月のダイヤ改正で始発が変更され、稲佐橋方面あるいはココウォーク茂里町発着となった。基本的に千々・宮摺（みやずり）発着の多くがココウォーク茂里町発着で、それ以外は稲佐橋方面発着が多い。平日朝に1便のみ、中央橋を通らず新地中華街と水辺の森公園（長崎市出島町にある長崎税関前のバス停）を経由してココウォーク茂里町を終点とする便が運行されている。

### 唐八景線
- 悟真寺前 - 稲佐橋 - 宝町 - 長崎駅前 - 大波止 - 中央橋 - 浜の町 - 愛宕町 - 田上 - 唐八景
- 稲佐山公園 - 稲佐橋 - 宝町 - 長崎駅前 - 大波止 - 中央橋 - 浜の町 - 愛宕町 - 田上 - 唐八景
- 立神 - 飽の浦 - 稲佐橋 - 宝町 - 長崎駅前 - 大波止 - 中央橋 - 浜の町 - 愛宕町 - 田上 - 唐八景

唐八景行きは1952年（昭和27年）7月27日に運行を開始した古い路線である。1965年より無線中継所行きが運行開始。唐八景行きは1968年に一度廃止されたが、1974年より復活した。また、稲佐方面は1953年（昭和28年）11月10日より悟真寺前行きの運行を開始している。
田上（田上1丁目付近）までは茂木方面行きと区間が重複しており、唐八景方面行きは2時間1本程度で運行されている。唐八景公園前まで運行され、田上4丁目の住宅地と市内を結ぶ。また、唐八景発は平日と土日祝で行き先が変わり平日は、ほとんどが悟真寺前行き、土日祝が稲佐山公園行きになっており、立神発着の便は1日にほとんどない。2024年春のダイヤ改正で、無線中継所線は廃止された。また、経由番号は2024年春のダイヤ改正まで、稲佐方面行きは5番、神の島・立神方面行きが6番、長崎駅前（交通広場）・稲佐橋が7番、ココウォーク茂里町行きは100番が割り振られていた。

### 三景台団地線
経由番号は、稲佐山公園行は5番、立神行は9番、三景台団地行は80番、シンフォニー稲佐の森・ココウォーク茂里町行は番号なしである。
- シンフォニー稲佐の森（WACセンター） - 稲佐橋 - 宝町 - 長崎駅前 - 市役所上 -  万才町 ‐ 中央橋 ‐ 浜の町 - 愛宕町 - 田上 - 三景台団地（三景台公園）
- ココウォーク茂里町 - 宝町 - 長崎駅前 - 市役所上 - 万才町 ‐ 中央橋 ‐ 浜の町 - 愛宕町 - 田上 - 三景台団地（三景台公園）
- 立神 - 飽の浦 - 稲佐橋 - 宝町 - 長崎駅前 - 市役所上 - 万才町 ‐ 中央橋 ‐ 浜の町 - 愛宕町 - 田上 - 三景台団地（三景台公園）

1982年（昭和57年）5月1日運行開始。20-30分間隔で運行される。ほとんどがシンフォニー稲佐の森(WACセンター)始発で、一部に稲佐山公園や立神発着便が設定されている。三景台団地内では上り下りに関係なく全便が右回りで運行される。経由番号は2024年春のダイヤ改正まで、稲佐方面行きは5番、立神行きが6番、ココウォーク茂里町行きは100番が割り振られていた。

### 風頭山線
経由番号は、稲佐山公園行は5番、立神・みなと坂・神の島一丁目行は9番、風頭山行が55番、ココウォーク茂里町行は番号なしである。※は一部の便のみ始発・終点として使用する。
- みなと坂（風の広場前）・神の島一丁目 - 立神※ - 飽の浦 - 稲佐橋 - 宝町 - 長崎駅前 - 市役所上 - 万才町 - 中央橋 - 浜の町 - 愛宕町 - 白木 - 風頭山
- 稲佐山公園 - 稲佐高部 - 稲佐橋 - 宝町 - 長崎駅前 - 市役所上 - 万才町 - 中央橋 - 浜の町 - 愛宕町 - 白木 - 風頭山
- ココウォーク茂里町 - 宝町 - 長崎駅前 - 市役所上 - 万才町 - 中央橋 - 浜の町 - 愛宕町 - 白木 - 風頭山
- 風頭山→白木→愛宕町→浜の町→中央橋→万才町→市役所上→旭大橋→飽の浦→立神（平日朝1便のみ）

愛宕町から白木を経由し、風頭山方面へ向かう路線。長崎市中心部からやや東南東に位置する山間の地区を中心部と結ぶ。1953年（昭和28年）12月1日に運行を開始した。
日中は20分間隔で運行される。風頭山行きのほとんどが立神始発で、風頭山始発便の多くがみなと坂行き（みなと坂団地内・風の広場前行き）で運行されている。また、朝の通学時間帯には玉成高校前の風頭山にも停車し、行先は「風頭山（玉成高校）」と表示される。経由番号は2024年春のダイヤ改正まで、稲佐方面行きは5番、立神方面行きが6番、ココウォーク茂里町行きは100番が割り振られていた。2025年1月の経由番号再編で風頭山行きは50番から55番となった。2025年4月のダイヤ改正以前はみなと坂方面行きは8番だった。

### 早坂（長崎女子短大）線
系統番号は、立神方面行が8番、早坂行が50番、悟真寺前・ココウォーク茂里町行は番号なしである。※は一部の便のみ始発・終点として使用する。
- 悟真寺前・ココウォーク茂里町 - 宝町 - 長崎駅前 - 市役所上（大波止）- 浜の町 - 愛宕町 - 白木 - 早坂
- みなと坂（風の広場前）・神の島一丁目・ANAテレマート - 立神※ - 飽の浦 - 稲佐橋 - 宝町 - 長崎駅前 - 市役所上（大波止）- 中央橋 - 浜の町 - 愛宕町 - 白木 - 早坂
- 稲佐山公園→稲佐高部→稲佐橋→宝町→長崎駅前→大波止→中央橋→浜の町→愛宕町→白木→早坂

長崎市中心部からやや南東部の早坂地区と中心部を結ぶ路線。1950年代（昭和20年代）に田上方面と飯香の浦方面を結ぶ路線の経由地としてバスが乗り入れたが、1953年（昭和28年）3月15日より飯香の浦行きが愛宕経由となり一旦廃止。その後1967年（昭和42年）9月11日より早坂行きとして運行が再開された。
日中は約20分間隔で運行される。風頭山行きとは逆に早坂行きのほとんどがみなと坂（みなと坂団地内・風の広場前）始発で、早坂始発便の多くが立神行きで運行される。平日は市役所上経由、土日祝日は大波止経由で運行している。経由番号は2024年春のダイヤ改正まで、悟真寺前行きは5番、立神方面行きが6番、ココウォーク茂里町行きは100番が割り振られていた。

### 飯香の浦線
系統番号は立神・みなと坂行は8番、飯香の浦行は50番、悟真寺前・ココウォーク茂里町行は番号なしである。※は一部の便のみ始発・終点として使用する。
- 悟真寺前 - 稲佐橋 - 宝町 - 長崎駅前 - 大波止 - 中央橋 - 浜の町 - 愛宕町 - 白木 -（早坂）- 田手原（たでわら）-（太田尾）- 飯香の浦
- みなと坂（風の広場前）- 立神※ - 飽の浦 - 稲佐橋 - 宝町 - 長崎駅前 - 大波止 - 中央橋 - 浜の町 - 愛宕町 - 白木 -（早坂）- 田手原 -（太田尾）- 飯香の浦
- ココウォーク茂里町 - 宝町 - 長崎駅前 - 大波止 - 中央橋 - 浜の町 - 愛宕町 - 白木 -（早坂）- 田手原 -（太田尾）- 飯香の浦

長崎市の中心部を通り、長崎半島の根本をほぼ東西に貫き、県道34号線を横切って長崎市西部の日吉地区（飯香浦町）と長崎市中心部を結ぶ路線である。1949年（昭和24年）11月28日に田上 - 早坂 - 飯香の浦のルートで運行を開始し、その後1953年（昭和28年）3月15日より現在の愛宕町経由に変更された。
片側一車線の連続ヘアピンカーブなどを何度も通る山越えルートを運行する。白木交差点を過ぎてからはほとんどの区間が狭く、日吉地区で道幅の広い県道34号線を一時的に通るが、その後再び狭い道に入り、入り江近くの農村集落にある店舗の横が終点となる。以前の担当営業所は茂里町営業所であったが、同営業所の廃止に伴い2006年9月1日に神の島営業所へ移管された。運行本数は1時間に1本前後。経由番号は2024年春のダイヤ改正まで、悟真寺前行きは5番、立神方面行きが6番、ココウォーク茂里町行きは100番が割り振られていた。

### 神の島 - 大浦 - 国立長崎病院線
経由番号は、神の島・立神方面行は6番、国立長崎病院・めがね橋経由上戸町行が60番・大波止経由上戸町・ココウォーク茂里町行きは番号なしである。※は一部の便のみ始発・終点として使用する。
- 神の島三丁目 - 神の島教会下※ - 神の島一丁目※ -（神の島工業団地）- 立神※ - 飽の浦 - 稲佐橋 - 宝町 - 長崎駅前 - 市役所上 - めがね橋 - 中央橋 - 新地中華街 - 大浦天主堂下 - 大平橋 - 南町 - 国立長崎病院
- ANAテレマート（工業団地入口※→）-（神の島工業団地）- 立神 - 飽の浦 - 稲佐橋 - 宝町 - 長崎駅前 - 市役所上 - めがね橋 - 中央橋 - 新地中華街 - 大浦天主堂下 - 大平橋 - 南町 - 国立長崎病院
- 神の島一丁目（工業団地入口※→）- 神の島工業団地 - 立神 - 飽の浦 - 稲佐橋 - 宝町 - 長崎駅前 - 市役所上 - めがね橋 - 中央橋 - 新地中華街 - 大浦天主堂下 - 大平橋 - 南町 - 八景町 - 上戸町
- ココウォーク茂里町 - 宝町 - 長崎駅前 - 大波止 - 中央橋 - 新地中華街 - 大浦天主堂下 - 大平橋 - 南町 - 八景町 - 上戸町
- 長崎駅前（交通広場）→市役所上→めがね橋→中央橋→新地中華街→大浦天主堂下→大平橋→南町→南高裏門前（学休日運休）

稲佐橋営業所統合以前からメインの路線として運行されていた系統である。神の島から長崎市の中心部を通り、国立長崎病院・上戸町を終点とする路線。神の島工業団地経由の便は田上方面行きが神の島工業団地入口始発、神の島方面行きが神の島一丁目終点で運行される。ココウォーク茂里町発着便以外は田上方面行きも神の島方面行きも全て市役所上、めがね橋を経由する。ココウォーク始発便は全便大波止経由で運行されており、中央橋では上戸町行きが高野屋前、ココウォーク行きが肥後銀行長崎支店前のバス停に停車する。長崎駅方面へ行く通常路線でめがね橋と市役所上を経由する系統は本系統が唯一となっている。神の島方面行きの新地中華街では湊公園側の乗り場からの乗降となり、浜の町を通って中央橋（まるみつ前）に着く。
大浦方面の路線としては1956年より大浦 - 田上間が開通。現在は一部の便が上戸町発着となっている。神の島営業所開所当初は神の島一丁目や立神発着であったが、現在は大半が神の島教会下発着となっており、立神発着の便は数本のみ運行されている。2015年4月のダイヤ改正で神の島教会下発着便の一部が神の島三丁目まで区間延長された。2018年4月からはココウォーク茂里町 - 八景町 - 上戸町線が運行されている。2023年10月に大浦線の田上バス停で、バス停から発車したバスが歩行者と接触し、死亡させる事故が発生したことを受け、2024年春のダイヤ改正より、始発地が田上（Sマート前）から国立長崎病院へ変更された。経由番号も2024年春のダイヤ改正まで、上戸町行きが60番、ココウォーク茂里町行きは100番が割り振られていた。
日中は神の島方面⇔田上が約20分間隔で運行されるが、朝夕の通勤時間帯は10分間隔で運行される。また立神周辺には三菱重工業長崎造船所があり、日中は直通便がない地域から立神・神の島方面へ乗り換えなしで直行する通勤路線も設定されているため、稲佐橋⇔立神間は三菱重工営業日の通勤時間帯のみ大幅に便数と路線数が増加する。

### 矢の平線
経由番号は立神方面行は9番、風頭山・田上行は70番、旧長崎署・長崎市役所経由は番号なしとなっている。※は一部の便のみ始発・終点として使用する。
- 神の島一丁目・みなと坂（風の広場前）- 立神※ - 飽の浦 - 稲佐橋 - 宝町 - 長崎駅前 - 大波止 - 中央橋 - めがね橋 - 長崎市役所 - 中川町 - 矢の平一丁目 - 風頭山
- 稲佐山公園→稲佐高部→稲佐橋→宝町→長崎駅前→大波止→中央橋→めがね橋→長崎市役所→中川町→矢の平1丁目→風頭山※→白木→愛宕1丁目→田上
- 田上→愛宕1丁目→白木→風頭山→矢の平1丁目→中川町→長崎市役所→めがね橋→中央橋→大波止→長崎駅前→宝町→稲佐橋→飽の浦→立神
- 悟真寺前→稲佐橋→宝町→長崎駅前→大波止→中央橋→めがね橋→長崎市役所→中川町→矢の平1丁目→白木→愛宕1丁目→南高前（学休日運休）
- 長崎駅前（交通広場）→長崎駅前東口→長崎市役所→中川町→矢の平1丁目→白木→愛宕1丁目→南高前（学休日運休）

2004年（平成16年）4月5日改正より新設された路線である。かつて下大橋 - 蛍茶屋線として大橋営業所により運行されていた路線を延長し、新しい系統として設定したものである。1971年（昭和46年）2月17日に長崎電気軌道より路線を譲り受けた際に蛍茶屋までの路線が開通し、新道開通に伴い2004年より風頭山行きが運行を開始した。当初は蛍茶屋線の延長で下大橋始発だったが、2005年（平成17年）4月6日のダイヤ改正で稲佐橋始発へ変更され、2006年秋に稲佐橋営業所が廃止されたことに伴い神の島方面始発となった。
市内中心部の基本ルートは長崎駅前 - 大波止 - 中央橋 - めがね橋 - 長崎市役所となっており、路線は長崎市中心部を大きく南下してから北上している。通常ルートは迂回路になるため朝の通勤時間帯のみ一部の便が短縮ルートになっており、長崎駅 - 長崎市役所を経由し中川町方面へ向かう。新道の部分は全体的に道が広く、交通量の多い中心部を通らないため、時刻表上での愛宕町経由との所要時間差は少ない。大浦経由の神の島行きはほぼ全便が市役所上・めがね橋を経由するルートとなっているのに対し本系統はほぼ全便大波止経由となっており、大波止方面と神の島方面をつなぐ路線としても機能している。
日中は1時間に一本程度運行される。現在の日中の主な運行パターンは、稲佐山公園→風頭山、風頭山→立神・神の島一丁目である。最初は全便風頭山行きだったが、2010年7月に小ヶ倉蛍茶屋線の新道が白木方面へ延伸したため、2010年9月1日ダイヤ改正で一部の便が田上発着に変更された。2024年春のダイヤ改正で県営バスの風頭線が廃止されたため、田上発着便はほぼ全て風頭山経由に変更された。経由番号も2024年春のダイヤ改正まで、立神方面行きは6番が割り振られていた。2025年春のダイヤ改正で8番から9番に再編された。

### 立神 - 浦上駅前線
- 浦上駅前（構内）→銭座町→稲佐橋→飽の浦→立神

浦上駅から三菱重工業長崎造船所のある立神方面への通勤路線である。一部を柳営業所が運行する。造船所休業日には運休する。